# Ellie Raab
Pour les articles homonymes, voir Raab (homonymie).
Ellie Raab (née le 2 juin 1977 dans le Wisconsin) est une actrice américaine.

## Filmographie
- 1989 : Susie et les Baker Boys  : Nina
- 1990 : Extreme close-up (TV)
- 1991 : Eyes of an Angel (Les Yeux d'un ange)
- 1992 : Roadside Prophets : Gloria
- 1994 :Tel est pris qui croyait prendre (The Ref) : Mary